# Felipe Chamorro
Felipe Sebastián Chamorro Aspe (* 30. Juli 2001 in Santiago) ist ein chilenischer Fußballspieler auf der Position eines defensiven Mittelfeldspielers.

## Karriere
Felipe Chamorro spielte in der Jugend des CD Palestino und debütierte in der Profimannschaft im September 2020 im Spiel gegen Everton. Im September 2024 gab er seinen Wechsel zu Deportes La Serena für die Saison 2025 bekannt.